# Grasski-Juniorenweltmeisterschaft 2009
Die Grasski-Juniorenweltmeisterschaft 2009 fand vom 30. Juli bis 2. August im tschechischen Horní Lhota statt. Die Gemeinde war bereits zum zweiten Mal nach 2006 Austragungsort der Junioren-WM.

## Streckendaten
Technische Daten der Piste, auf der alle Bewerbe ausgetragen wurden:
| Name                   | Vaňkův kopec                |
| Koordinaten            | 49° 51′ 23″ N, 18° 3′ 29″ O |
| Start                  | 419,1 m n.m.                |
| Ziel                   | 313,3 m n.m.                |
| Höhendifferenz         | 105,8 m                     |
| Max. Neigung           | 036,5 %                     |
| Min. Neigung           | 013,1 %                     |
| Durchschnittl. Neigung | 022,2 %                     |
| Länge                  | 502,2 m                     |

## Teilnehmer
48 Sportler (37 Männer und 11 Frauen) aus 9 Nationen nahmen an der Juniorenweltmeisterschaft teil (in Klammer die Anzahl der Herren und Damen):
- Chinesisch Taipeh (1 + 0)
- Deutschland (4 + 2)
- Italien (6 + 0)
- Japan (2 + 2)
- Lettland (1 + 1)
- Österreich (7 + 2)
- Schweiz (3 + 1)
- Slowakei (1 + 1)
- Tschechien (12 + 2)

Erfolgreichster Mann war der Tscheche Jan Gardavský mit zwei Gold-, einer Silber- und einer Bronzemedaille; erfolgreichste Frau die Österreicherin Jacqueline Gerlach mit drei Goldmedaillen.

## Medaillenspiegel
| Platz | Land        | Gold | Silber | Bronze | Gesamt |
| ----- | ----------- | ---- | ------ | ------ | ------ |
| 1     | Österreich  | 5    | 1      | 4      | 10     |
| 2     | Tschechien  | 2    | 1      | 1      | 4      |
| 3     | Schweiz     | 1    | 2      | 1      | 4      |
| 4     | Deutschland | –    | 3      | –      | 3      |
| 5     | Japan       | –    | 1      | 1      | 2      |
| 6     | Slowakei    | –    | –      | 1      | 1      |

## Ergebnisse Herren

### Slalom
| Platz | Name                 | Land | Zeit 1. | Zeit 2. | Gesamt      |
| ----- | -------------------- | ---- | ------- | ------- | ----------- |
| 01    | Jakob Rest           | AUT  | 31,77 s | 33:56 s | 1:05,33 min |
| 02    | Jan Gardavský        | CZE  | 31,29 s | 34,23 s | 1:05,52 min |
| 03    | Timotej Oravec       | SVK  | 32,33 s | 34,00 s | 1:06,33 min |
| 04    | Florian Sauer        | GER  | 31,97 s | 34,39 s | 1:06,36 min |
| 05    | Daniel Gschwandtner  | AUT  | 32,70 s | 34,40 s | 1:07,10 min |
| 06    | Philipp Gschwandtner | AUT  | 32,61 s | 34,56 s | 1:07,17 min |
| 07    | Manuel De Zan        | ITA  | 33,25 s | 34,50 s | 1:07,75 min |
| 08    | Lukáš Kolouch        | CZE  | 33,08 s | 35,00 s | 1:08,08 min |
| 09    | Daichi Shintani      | JPN  | 33,19 s | 35,37 s | 1:08,56 min |
| 10    | Nico Balek           | AUT  | 33,80 s | 34,87 s | 1:08,67 min |

Datum: 2. August 2009

Startzeit: 10:20 Uhr / 13:15 Uhr

Start: 409 m, Ziel: 313 m

Streckenlänge: 502 m, Höhenunterschied: 96 m

Tore 1. Lauf: 31, Tore 2. Lauf: 32

Wetter: sonnig

Temperatur: 28 °C

Gewertet: 30 von 37 Läufern

### Riesenslalom
| Platz | Name                 | Land | Zeit 1. | Zeit 2. | Gesamt  |
| ----- | -------------------- | ---- | ------- | ------- | ------- |
| 01    | Philipp Gschwandtner | AUT  | 27,99 s | 27,73 s | 55,72 s |
| 02    | Mirko Hüppi          | SUI  | 28,31 s | 27,50 s | 55,81 s |
| 03    | Jan Gardavský        | CZE  | 28,65 s | 27,45 s | 56,10 s |
| 04    | Timotej Oravec       | SVK  | 28,25 s | 28,09 s | 56,34 s |
| 05    | Daichi Shintani      | JPN  | 28,56 s | 27,84 s | 56,40 s |
| 06    | Jakub Nekvapil       | CZE  | 29,10 s | 28,05 s | 57,15 s |
| 07    | Nico Balek           | AUT  | 29,17 s | 28,23 s | 57,40 s |
| 08    | Šimon Vojta          | CZE  | 29,88 s | 28,80 s | 58,68 s |
| 09    | Patrick Menge        | SUI  | 29,59 s | 29,26 s | 58,85 s |
| 10    | Philipp Menge        | SUI  | 29,93 s | 28,96 s | 58,89 s |

Datum: 1. August 2009

Startzeit: 10:45 Uhr / 14:15 Uhr

Start: 409 m, Ziel: 313 m

Streckenlänge: 502 m, Höhenunterschied: 96 m

Tore 1. Lauf: 15, Tore 2. Lauf: 14

Wetter: sonnig

Temperatur: 24 °C

Gewertet: 21 von 36 Läufern

### Super-G
| Platz | Name                 | Land | Zeit    |
| ----- | -------------------- | ---- | ------- |
| 01    | Jan Gardavský        | CZE  | 28,77 s |
| 02    | Florian Sauer        | GER  | 28,85 s |
| 03    | Philipp Gschwandtner | AUT  | 29,43 s |
| 04    | Jakob Rest           | AUT  | 29,53 s |
| 05    | Jakub Nekvapil       | CZE  | 29,64 s |
| 06    | Mirko Hüppi          | SUI  | 29,65 s |
| 07    | Daichi Shintani      | JPN  | 29,67 s |
| 08    | Lukáš Kolouch        | CZE  | 29,80 s |
| 09    | Nico Balek           | AUT  | 29,81 s |
| 10    | Daniel Gschwandtner  | AUT  | 29,82 s |

Datum: 30. Juli 2009

Startzeit: 14:15 Uhr

Start: 419 m, Ziel: 313 m

Streckenlänge: 502 m, Höhenunterschied: 106 m

Tore: 13

Wetter: sonnig

Temperatur: 25 °C

Gewertet: 37 von 37 Läufern

### Super-Kombination
| Platz | Name                | Land | Zeit SG | Zeit SL | Gesamt      |
| ----- | ------------------- | ---- | ------- | ------- | ----------- |
| 01    | Jan Gardavský       | CZE  | 30,24 s | 31,57 s | 1:01,81 min |
| 02    | Mirko Hüppi         | SUI  | 30,33 s | 31,67 s | 1:02,00 min |
| 03    | Jakob Rest          | AUT  | 30,65 s | 31,72 s | 1:02,37 min |
| 04    | Timotej Oravec      | SVK  | 30,84 s | 32,49 s | 1:03,33 min |
| 05    | Daniel Gschwandtner | AUT  | 30,67 s | 33,15 s | 1:03,82 min |
| 06    | Daichi Shintani     | JPN  | 30,83 s | 33,63 s | 1:04,46 min |
| 07    | Nico Balek          | AUT  | 30,90 s | 33:62 s | 1:04,52 min |
| 08    | Manuel De Zan       | ITA  | 30,98 s | 33,80 s | 1:04,78 min |
| 09    | Michal Pohl         | CZE  | 31,43 s | 33,95 s | 1:05,38 min |
| 10    | Martin Máca         | CZE  | 31,88 s | 33,63 s | 1:05,51 min |

Datum: 31. Juli 2009

Startzeit: Super-G: 10:50 Uhr, Slalom: 15:15 Uhr

Start: 419 m, Ziel: 313 m

Streckenlänge: 502 m, Höhenunterschied: 106 m

Tore Super-G: 13, Tore Slalom: 32

Wetter: sonnig

Temperatur: 25 °C

Gewertet: 31 von 37 Läufern

## Ergebnisse Damen

### Slalom
| Platz | Name                | Land | Zeit 1. | Zeit 2. | Gesamt      |
| ----- | ------------------- | ---- | ------- | ------- | ----------- |
| 1     | Jacqueline Gerlach  | AUT  | 35,12 s | 36,94 s | 1:12,06 min |
| 2     | Kumi Saito          | JPN  | 36,90 s | 39,57 s | 1:16,47 min |
| 3     | Nicole Gerlach      | AUT  | 46,74 s | 44,62 s | 1:31,36 min |
| 4     | Lisa Schischkowski  | GER  | 42,83 s | 57,33 s | 1:40,16 min |
| 5     | Michaela Ducháčková | CZE  | 53,14 s | 56,68 s | 1:49,82 min |

Datum: 2. August 2009

Startzeit: 10:00 Uhr / 13:00 Uhr

Start: 409 m, Ziel: 313 m

Streckenlänge: 502 m, Höhenunterschied: 96 m

Tore 1. Lauf: 31, Tore 2. Lauf: 32

Wetter: sonnig

Temperatur: 28 °C

Gewertet: 5 von 10 Läuferinnen

### Riesenslalom
| Platz | Name                | Land | Zeit 1. | Zeit 2. | Gesamt      |
| ----- | ------------------- | ---- | ------- | ------- | ----------- |
| 1     | Jacqueline Gerlach  | AUT  | 30,52 s | 30,15 s | 1:00,67 min |
| 2     | Nicole Gerlach      | AUT  | 31,28 s | 31,23 s | 1:02,51 min |
| 3     | Kumi Saito          | JPN  | 33,10 s | 32,55 s | 1:05,65 min |
| 4     | Michaela Ducháčková | CZE  | 33,62 s | 33,05 s | 1:06,67 min |
| 5     | Barbara Míková      | SVK  | 38,32 s | 30,92 s | 1:09,24 min |
| 6     | Lisa Schischkowski  | GER  | 36,06 s | 33,98 s | 1:10,04 min |
| 7     | Mari Nikami         | JPN  | 49,06 s | 30,69 s | 1:19,75 min |

Datum: 1. August 2009

Startzeit: 10:30 Uhr / 14:00 Uhr

Start: 409 m, Ziel: 313 m

Streckenlänge: 502 m, Höhenunterschied: 96 m

Tore 1. Lauf: 15, Tore 2. Lauf: 14

Wetter: sonnig

Temperatur: 24 °C

Gewertet: 7 von 11 Läuferinnen

### Super-G
| Platz | Name                | Land | Zeit    |
| ----- | ------------------- | ---- | ------- |
| 01    | Jacqueline Gerlach  | AUT  | 31,58 s |
| 02    | Linda Göldner       | GER  | 32,44 s |
| 03    | Bianca Lenz         | SUI  | 32,46 s |
| 04    | Mari Nikami         | JPN  | 33,80 s |
| 05    | Petra Ivánková      | CZE  | 33,98 s |
| 06    | Barbara Míková      | SVK  | 34,91 s |
| 07    | Rūta Irbe Tropa     | LAT  | 35,08 s |
| 08    | Lisa Schischkowski  | GER  | 35,74 s |
| 09    | Kumi Saito          | JPN  | 35,99 s |
| 10    | Michaela Ducháčková | CZE  | 36,75 s |

Datum: 30. Juli 2009

Startzeit: 14:00 Uhr

Start: 419 m, Ziel: 313 m

Streckenlänge: 502 m, Höhenunterschied: 106 m

Tore: 13

Wetter: sonnig

Temperatur: 25 °C

Gewertet: 10 von 11 Läuferinnen

### Super-Kombination
| Platz | Name                | Land | Zeit SG | Zeit SL | Gesamt      |
| ----- | ------------------- | ---- | ------- | ------- | ----------- |
| 01    | Bianca Lenz         | SUI  | 32,79 s | 36,46 s | 1:09,25 min |
| 02    | Linda Göldner       | GER  | 32,89 s | 38,26 s | 1:11,15 min |
| 03    | Nicole Gerlach      | AUT  | 33,60 s | 37,68 s | 1:11,28 min |
| 04    | Kumi Saito          | JPN  | 35,89 s | 37,28 s | 1:13,17 min |
| 05    | Petra Ivánková      | CZE  | 34,32 s | 40,28 s | 1:14,60 min |
| 06    | Michaela Ducháčková | CZE  | 35,44 s | 39,22 s | 1:14,66 min |
| 07    | Mari Nikami         | JPN  | 34,64 s | 43,03 s | 1:17,67 min |
| 08    | Rūta Irbe Tropa     | LAT  | 35,10 s | 47,60 s | 1:22,70 min |
| 09    | Jacqueline Gerlach  | AUT  | 32,21 s | 54,58 s | 1:26,79 min |
| 10    | Lisa Schischkowski  | GER  | 36,40 s | 53,60 s | 1:30,00 min |

Datum: 31. Juli 2009

Startzeit: Super-G: 10:30 Uhr, Slalom: 15:00 Uhr

Start: 419 m, Ziel: 313 m

Streckenlänge: 502 m, Höhenunterschied: 106 m

Tore Super-G: 13, Tore Slalom: 32

Wetter: sonnig

Temperatur: 25 °C

Gewertet: 10 von 11 Läuferinnen